# Ruth Duréndez
Ruth Duréndez Hernández (Orihuela, 1973) es una diseñadora de moda y empresaria española.

## Trayectoria
Seguidora de la tradición familiar de costura a mano, su forma de trabajar el cuero está basada en su aplicación a complementos de moda hasta ahora ajenos a ese material.
Formada en Empresariales y Relaciones Laborales crea en 2017 la firma “Samurai San by Ruth Durendez”, presentando sus colecciones en diversas pasarelas nacionales y en la Mercedes Benz Fashion Week de Madrid, en 2019 en colaboración con María Lafuente.
Trabaja en equipo con diseñadores como Abel Esga, modistos como Fernando Aliaga y sus complementos son diseñados con frecuencia para artistas, presentadoras y colaboradoras de distintos programas de televisión como Melody, Lara Álvarez o Pilar Rubio que resaltan esta nueva tendencia.
Dada la novedad de sus diseños, aparece con frecuencia en los medios de comunicación. También colabora en el programa “Dando la talla” de Onda Regional.
Fue seleccionada como representante española en el proyecto de Emprendedoras artesanales Europeas Florà,  financiado por la Unión Europea y ha recibido el premio al Diseñador Emergente concedido por la AEMPA.